# Tynelia cinctata
Tynelia cinctata är en insektsart som beskrevs av George Darby Haviland. Tynelia cinctata ingår i släktet Tynelia och familjen hornstritar. Inga underarter finns listade i Catalogue of Life.